# Šingeik Zom
Šingeik Zom (také Shingeik Zom) je vedlejší vrchol hory Nošak vysoký 7 291 m n. m. Nachází se v pohoří Hindúkuš v Pákistánu.

## Charakteristika
Hřeben z vrcholu Šingeik Zom vede k 3,57 km vzdálenému vrcholu Nošak směrem na západ. 2.33 km na severozápad je 7 119 m vysoký Darban Zom. Na jih vede hřeben na vrcholy Nobismus Zom a Istor-o Nal.

## Prvovýstup
Prvovýstup provedla v roce 1966 expedice vedená Thomasem Tübswetterem. Dne 13. července 1966 dosáhli vrcholu Iris Trübswetter a Konrad Holch. Výstupová cesta vedla přes ledovec Atrak.